# 地蔵寺 (埼玉県小鹿野町)
地蔵寺（じそうじ）は、埼玉県秩父郡小鹿野町にある単立寺院。

## 歴史
1971年（昭和46年）、橋本徹馬の開基である。徹馬は戦前より政治評論家として活動してきた。戦後、徹馬が主宰する月刊誌「紫雲」の質問コーナーにて、人工妊娠中絶の後遺症に悩む女性の質問が6割を占めるようになった。徹馬は人工中絶で成仏できない胎児の霊魂が数多く彷徨っている現状を憂い、胎児の霊魂を救う「水子供養」を提唱し、供養のための寺を創建することになった。
徹馬は政界に広く人脈をもっており、彼らから支援を得ることができた。当寺の落慶式に際しては、当時の政界の要人である佐藤栄作（内閣総理大臣）、荒舩清十郎（衆議院副議長、地元の埼玉県第3区選出議員）、栗原浩（埼玉県知事）らも出席し、佐藤首相は祭文を読み上げ、写経を奉納したという。
当寺では、水子供養に際し「ご先祖からの宗旨を大切にすること」という観点から、特定の宗派に属さない単立寺院として運営されている。

## 交通アクセス
- 路線バス栗尾停留所より徒歩27分。